# 金沢泰裕
金沢 泰裕（かなざわ やすひろ、朝: 가나자와 야스히로, 1964年1月- ）は、日本の牧師。現在キリスト教大阪弟子教会の担任牧師。現在、神戸刑務所教誨師と大阪府薬物乱用防止指導員も務める。

## 生い立ち

### 初期
1964年(昭和39年)1月に在日韓国人3世として大阪市淀川区に生まれる。1972年頃に一家は在日韓国人が多い生野区勝山に移転し新居を構える
熱心なクリスチャンの両親のもとで毎週教会に通う。しかし、学生時代から非行に走り、高校入学と同時に地元の暴走族に入って暴走行為とシンナーに明け暮れ、2年3学期で高校を中退する。

### 暴力団員時代
その後、18歳の初夏に集団暴走行為で平野警察で補導され、堺市の少年鑑別所に収監された。鑑別所を1カ月で出所した数か月後、中学時代の不良仲間の紹介で暴力団員の舎弟になる。そして、賭博場の開帳、競馬や競艇でのノミ行為、野球賭博などをすることになる。
1984年(昭和59年)20歳の時に組長の杯を受けて、正式な暴力団員になり、結婚して独立するようになる。しかし、1年後にその組は解散する。組を失った喪失感で、覚醒剤、大麻などに溺れるようになる。その後、元兄貴分の紹介で山口組系の暴力団員になる。
組の主な仕事である債権の取り立てがうまくいかなくなり金銭的に追いつめられる。1990年頃には野球賭博の貸借問題のトラブルが発生して指をつめる。その時、同じ組の組員が拉致事件が発生し、武闘抗争に巻き込まれる九死に一生を得る。それが原因で組は解散に追い込まれる。
1992年(平成4年)の暮れに、組を抜けるために、一家で東京に逃亡し叔父の家に潜伏することになった。しかし、仕事がうまくいかなくなり、野球賭博や覚醒剤中毒に陥ることになる。その頃、病で倒れた父親の死を通して回心し、洗礼を受ける。そして、大阪に戻り焼肉屋の開店の準備をしながら、教会生活を送るようになる。

### 神学生時代
大阪での講演会に来たアーサー・ホーランド牧師と出会い。ホーランドの影響で牧師を目指すようになる。1994年(平成6年)奈良県にある生駒聖書学院に入学し、神学を学ぶことになる。神学校の春期、夏期、冬期の課外伝道期間で自ら志願してホーランド牧師の元で訓練を受けたり、韓国の弟子教会の本部教会での訓練を受けたりする。その時、ホーランド牧師から、ミッション・バラバの北米の海外伝道旅行へ誘われる。1995年4月に妻も生駒聖書学院に入学した。
1996年(平成8年)4月30日弟子教会の主任牧師徐康泰牧師、アーサー・ホーランド牧師、榮義之院長のすすめで実家のマンションの貸倉庫で教会を開設する。

### 牧師時代
1997年(平成9年)3月に生駒聖書学院を卒業すると、イエス教日本世界宣教会（旧日本世界宣教会）国際牧師按手礼委員会より 按手礼をうけ牧師に就任し、桃谷の弟子教会の開拓を続ける。4月より神戸改革派神学校に1年間聴講して、翌年正式に入学する。2001年(平成13年)6月に卒業する。
2001年(平成13年)には金沢も出演のミッション・バラバがモデルの映画、『親分はイエス様』が全国で上映される。2005年4月 アジア教会成長神学院の教授に就任し2006年には母校の生駒聖書学院の教授に就任し、2007年ミッション・バラバ代表を鈴木啓之から引き継ぐ。
信徒増加に伴い玉造、大阪市中央区高津と教会堂を移転する。その後、東京都杉並区で新たに東京弟子教会を設立して。金沢は両教会の担任牧師となる。

## 年譜
- 1993年3月 クリスチャンとなる
- 1993年11月 受洗
- 1994年4月 生駒聖書学院 入学
- 1997年3月 同校 卒業
- 1997年3月 イエス教日本世界宣教会（旧日本世界宣教会）国際牧師按手礼委員会より 按手礼をうけ牧師に就任
- 1997年4月 神戸改革派神学校 入学
- 2001年6月 同校 卒業
- 2005年4月 アジア教会成長神学院 教授に就任
- 2006年4月 生駒聖書学院 教授に就任
- 2007年4月 ミッション・バラバ代表に就任
- 2008年5月 USAカーネル大学神学院 牧会学修士課程修了
- 2010年4月 ルーサーライス神学大学　実践博士課程 修了

## 著作
- 『刺青クリスチャン』 1998年 早稲田出版 ISBN 489827191X
- 『イレズミ牧師とツッパリ少年達』 2000年 集英社 ISBN 4087811719
- 『人生いつでもやり直せる＿昔ヤクザ、今牧師』 2000年 小学館 ISBN 4094044612
- 『刺青クリスチャン親分はイエス様』 2001年 講談社 ISBN 4062565234
- 『イレズミ牧師とツッパリ少年たち』 2004年 集英社 ISBN 4087476936
- 『私の仕事 65人の職業人の足跡』 2005年 実業之日本社 ISBN 4408416509